# جيرينزانو
جيرينزانو هي بلدية تقع في مقاطعة فاريزي ضمن إقليم لومباردي الإيطالي، على بُعد حوالي 25 كيلومترًا (16 ميل) إلى الشمال الغربي من ميلانو، وحوالي 25 كيلومترًا (16 ميل) إلى الجنوب الشرقي من فاريزي.
جيرينزانو تحدها البلديات التالية: سيسلاغو، ريسكالدينا، روفيلو بورو، سارونو، توراتي، وأوبولدو.

## وسائل النقل
يتم توفير خدمة النقل بالقطار إلى جيرينزانو عبر محطة جيرينزانو-توراتي، التي تقع على الخط الواصل بين فاريزي ولافينو مومبيلو وميلانو. ويتم تشغيل هذا الخط بواسطة شركة FNM.

## التعليم والثقافة
تضم جيرينزانو مدرستين ابتدائيتين حكوميتين، إحداهما تحمل اسم البابا جيوفاني الثالث والعشرون والأخرى باسم البابا جي بي كليريتشي، بالإضافة إلى مدرسة متوسطة حكومية تحمل اسم العالم الإيطالي إنريكو فيرمي. ولا توجد مدارس ثانوية داخل البلدية.
توجد أيضًا في المنطقة مكتبة عامة وقاعة مجتمعية.

## الرياضة
توجد في جيرينزانو الفرق الرياضية التالية:
- Gruppo Sportivo Gerenzano، التدوير
- نادي بوليسبورتيفا سالوس جيرينزانو، كرة القدم، الكرة الطائرة، كرة السلة وأنشطة أخرى
- ASD Gerenzanese كالتشيو، كرة القدم

## شاهد ايضا في جيرينزانو
1. قلعة كاستلنوفو بوغنانو – قلعة تاريخية تعود للقرون الوسطى، وهي واحدة من القلاع الجميلة في المنطقة.
2. مدينة كومو وبحيرة كومو – بحيرة كومو تقع على بُعد حوالي 30 دقيقة بالسيارة، وتُعدّ واحدة من أشهر البحيرات في إيطاليا، محاطة بالجبال وتطل عليها الفيلات الفاخرة.
3. حديقة فيلا ليتا في لانيات – حديقة ومنتزه تاريخي في بلدة لانيات القريبة، وتُعدّ مكانًا جميلًا للتنزه وسط الطبيعة والاستمتاع بالمناظر الخلابة.
4. بلدة فاريزي – تقع على بُعد حوالي 40 دقيقة، وتضم معالم ثقافية وتاريخية عديدة، بالإضافة إلى منطقة جبلية خلابة وساكرومونتي دي فاريزي، وهو موقع مدرج ضمن التراث العالمي لليونسكو.
5. منتزه بوسكو فيرتشيو – متنزه طبيعي يقع بين ميلانو وفاريزي، يحتوي على مسارات مشي ومناطق تنزه بين الغابات والمناظر الطبيعية.
6. ميلانو – عاصمة الموضة الإيطالية وأكبر مدينة قريبة من جيرينزانو، حيث يمكنك زيارة الكاتدرائية الشهيرة (دومو دي ميلانو)، ومركز التسوق غاليريا فيتوريو إيمانويل الثاني، والعديد من المتاحف.
7. بحيرة ماجيوري – تبعد حوالي ساعة بالسيارة، وتُعدّ من أجمل البحيرات الإيطالية، حيث تضم جزر بُرومي التي تحتوي على حدائق وقصور تاريخية.
8. مدينة ليغنانو – مدينة قريبة تحتوي على معالم ثقافية وتاريخية، ومناطق للتسوق، إضافة إلى الحديقة النباتية المحلية.